# 鶴谷氏
鶴谷氏（つるがやうじ、つるがやし）は、日本の陸奥国宮城郡鶴谷（現在の宮城県仙台市宮城野区鶴ケ谷）を本拠とした武士の一族である。鶴谷は、読みが同じで鶴ヶ谷とも書く。戦国時代には笹森城を本拠として留守氏や国分氏に服属し、江戸時代には仙台藩に仕えたが、1716年に断絶した。

## 戦国時代
宮城郡の戦国時代は、その北半分を留守氏、南半分を国分氏が占め、両者が対立抗争したが、最終的に両者とも伊達氏の勢力下に組み込まれるという経過をたどった。鶴谷氏は留守・国分両者の家臣として現れる。
戦国時代に書かれた『留守家旧記』では、留守の被官として鶴谷が挙げられ、他の13氏とともに宮侍とされる。彼らは月の1日と15日に必ず塩竈神社に参詣し、御幣を取ったという。そして、留守氏家臣を並べた『留守分限帳』に、「鶴かやふせん」（鶴谷豊前）が見える。御館の人数・宮人の人数・里の人数に家臣を三分したうちの、里の人数の一人としてあり、留守氏にとって縁遠い、外様のような地位であったようである。6300刈と2貫200文の地をあわせて14貫800文を領していた。単純な比較はできないが、江戸時代初めに作成された正保郷帳に見える鶴ヶ谷村の貫高は37貫805文である。
他方で留守氏のライバルであった国分氏の国分宗政は、林光坊快尊・鶴谷大蔵尉宗重・松森金内正久と連名で、奥州国分郡内の者が高野山詣でをするときにの宿所を竹南院に指定した証文を天文11年（1542年）7月11日に発行した。国分郡は陸奥国で他に知られない郡名で、宮城郡のうち国分氏の支配下を呼んだものであろうから、鶴谷宗重は国分氏の家臣で重きをなしていた人物と考えられる。史料的な信頼度は高くないものの、『国分氏系図』には国分宗政の妹が鶴谷盛勝の室と記されており、国分・鶴谷の結び付きを示唆する。
鶴ヶ谷は国分氏と留守氏の勢力が接する地点で、同地で両氏の合戦があったことも知られる。鶴ヶ谷氏は、両方に服属するか、留守氏から国分氏にくらがえするかして、戦国末までに国分氏の家臣になったのであろう。江戸時代に編まれた『仙台領古城書上』は、笹森城について、天正年間まで鶴谷治部が居住したと伝える。

## 江戸時代
この後国分氏には伊達氏から国分盛重が入って当主となり、伊達政宗の配下武将になった。天正15年（1587年）に盛重が国分領の統治権をとりあげられると、国分の旧家臣は政宗直属の家臣になった。鶴谷治部も政宗に従って江戸時代になり、5貫250文を知行された。仙台藩の1貫は、10石にあたるので、52石余である。
子の鶴谷左伝が治部の病死により跡を嗣いだ。ところが左伝も2歳の子、彦太夫を残して病死した。
彦太夫は幼少のため1貫500文に知行高を減らされたが、成人するともとに復した。仙台藩の寛永検地により、領地の面積を変えずに石高の数値だけ7貫503文（75石）に増やされた。彦太夫は、2代藩主伊達忠宗のとき宮城郡高城のうち竹谷村（現在の松島町内）で野谷地（未開墾の荒れ地）を開墾用に与えられた。正保3年（1646年）に開墾した1貫746文を与えられ、あわせて8貫605文になった。同じ荒れ地から慶安5年（1652年）に3貫132文を開き、あわせて11貫748文になった。延宝元年（1673年）には、切り添え（隣接地の開墾）で765文を追加し、12貫513文になった。延宝3年1月17日（1674年12月）に病死した。
子の善助が跡を受けた。
次いで子の又市郎が元禄11年（1698年）に善助の家督を継いだが、正徳6年（1716年）に乱心して親類の佐藤十郎右衛門を斬り殺したため、切腹となった。これにより鶴谷家は断絶した。
江戸時代には、陸奥国分寺境内にある白山神社の祭礼で、国分旧臣の森田氏、北目氏、鶴谷氏から1人ずつ出て、3騎が騎射を行なうしきたりであった。

## 系図
治部　－　佐伝　－　彦太夫　－　善助　－　又市郎